# Oscar Slater

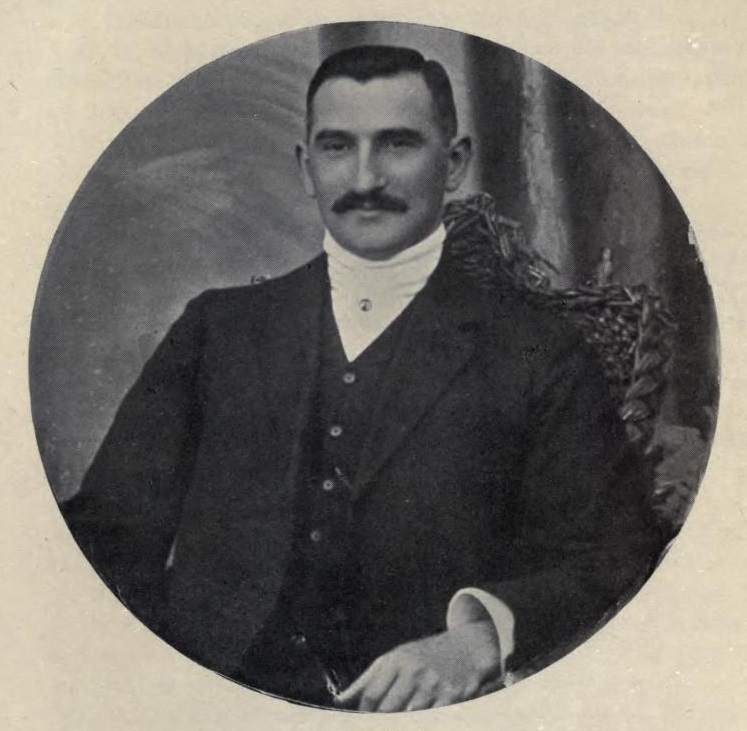
Oscar Slater en 1908

Oscar Joseph Slater (8 de enero de 1872 - 31 de enero de 1948) fue víctima de un error judicial en Escocia. Declarado culpable de asesinato y condenado a muerte fue liberado después de casi dos décadas de una pena trabajos forzados en la prisión HM Peterhead de Escocia gracias a los esfuerzos de varios periodistas, abogados y escritores, incluido el autor de Sherlock Holmes, Sir Arthur Conan Doyle.

## Primeros años
Nació como Oskar Josef Leschziner en Opole, Alta Silesia, Alemania. Alrededor de 1893, posiblemente para evadir el servicio militar, se mudó a Londres, donde supuestamente trabajó como corredor de apuestas usando varios nombres, incluido Anderson, antes de decidirse por Slater con fines oficiales. Fue procesado por "heridas maliciosas" en 1896 y agresión en 1897, pero fue absuelto en ambos casos.
En 1899, Slater se mudó a Edimburgo y en 1901 vivía en Glasgow. Era conocido por ser un dandi bien vestido, que se anunciaba a sí mismo de diversas formas como dentista y comerciante de piedras preciosas, pero se sospechaba que se ganaba la vida como jugador.

## Asesinato de Marion Gilchrist

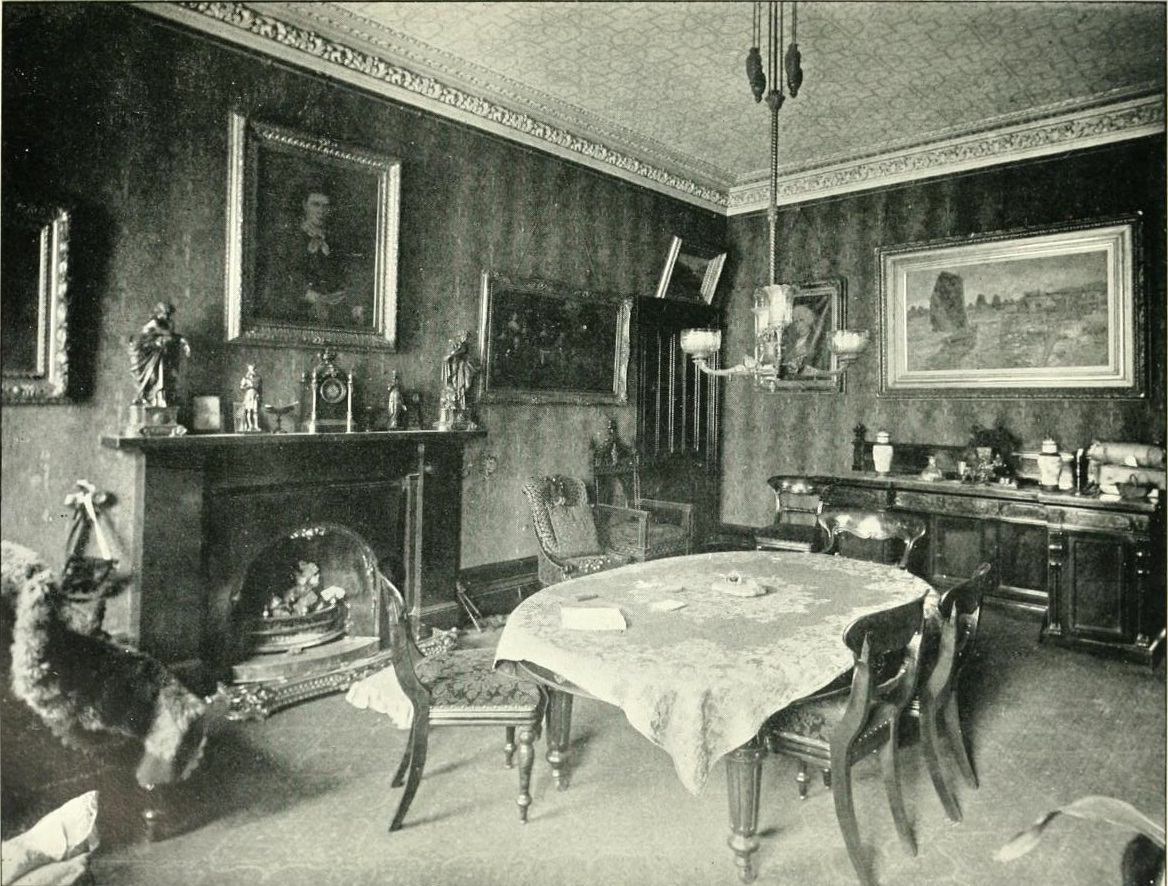
La habitación de Marion Gilchrist. El cojín frente a la chimenea muestra donde se hallaba el cuerpo.

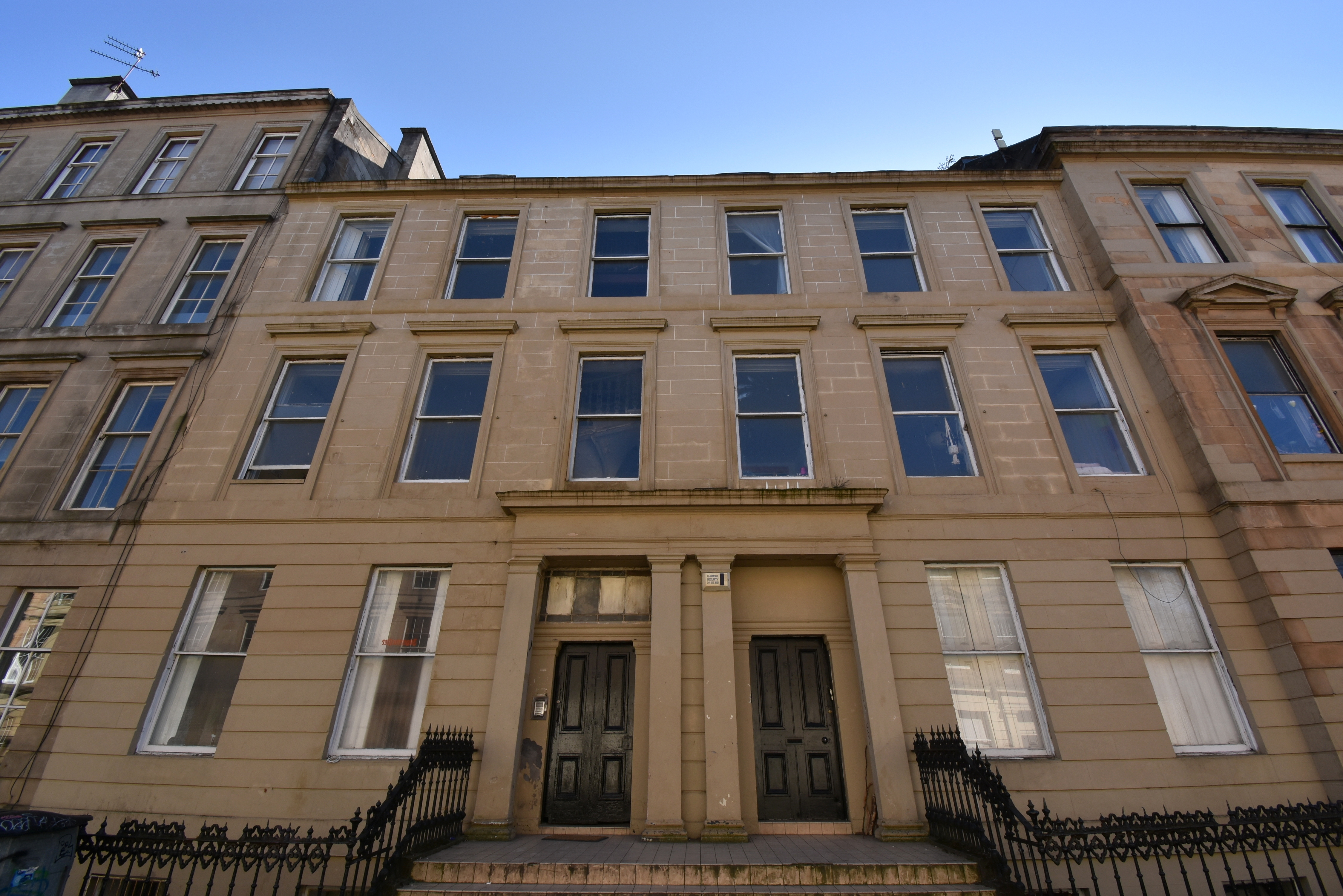
Casa de Marion Gilchrist. Construida en c. 1850.

En diciembre de 1908, Marion Gilchrist, una solterona de 83 años, fue asesinada a golpes dentro de su casa en West Princes Street, Glasgow, después de que su sirvienta, Helen Lambie, hubiera salido durante diez minutos.
El ladrón no tuvo tiempo de robar mucho ya que fue molestado por un vecino. Solo le alcanzó tiempo para revisar los papeles personales de Gilchrist y sólo se llevó un broche. La asesinada tenía joyas por valor de £ 3000 (330000 libras en 2019) escondido en su guardarropa que el criminal no alcanzó a robar.

## Investigación del crimen
Aparentemente antes del asesinato, una persona que llamó a la casa de Gilchrist había estado buscando a alguien llamado "Anderson" y, casualmente, Slater había sido visto anteriormente tratando de vender un broche en una casa de empeño. Slater se fue a Nueva York cinco días después del asesinato y fue sospechoso.
La policía se dio cuenta del broche que Slater trataba de empeñar era diferente, pero a pesar de la evidencia contradictoria, todavía solicitó la extradición de Slater. Si bien se le informó a Slater que la solicitud probablemente se denegaría, regresó voluntariamente a Escocia para limpiar su nombre del presunto delito.

## Juicio de Oscar Slater
En su juicio presidido por Lord Charles John Guthrie, los testigos de la defensa proporcionaron a Slater una coartada y confirmaron que había anunciado su viaje a Estados Unidos mucho antes de la fecha del asesinato de Gilchrist.
Fue condenado por una mayoría de nueve contra seis (cinco "no probados" y uno "no culpable"). En mayo de 1909, fue condenado a muerte y la ejecución tendría lugar antes de finales de ese mes. Sin embargo, los abogados de Slater organizaron una petición que fue firmada por 20000 personas, y el Secretario de Estado de Escocia, Lord Pentland, posteriormente emitió un indulto condicional y conmutó la pena por cadena perpetua. Slater cumplió diecinueve años en la prisión de Peterhead.
Al año siguiente, el abogado y criminólogo aficionado escocés William Roughead publicó su Juicio a Oscar Slater, destacando fallas en la acusación. Por ejemplo, una  prueba circunstancial contra Slater era su "huida de la justicia" pero había vuelto a Escocia para limpiar su nombre. Fue reconocido como culpable por la sirvienta Helen Lambie, pero la ronda de reconocimiento policial tenía grandes irregularidades como el hecho que lo colocaron junto a nueve policías fuera de servicio.
Slater recibió poco apoyo de la comunidad judía de Glasgow, pese a sus orígenes judíos.

## El caso de Oscar Slater
El libro de Roughead convenció a muchos de la inocencia de Slater; personas influyentes incluyeron a Ramsay MacDonald; y Sir Arthur Conan Doyle. En 1912, Conan Doyle publicó El caso de Oscar Slater, una petición de perdón total para Slater.
En 1914, Thomas MacKinnon Wood ordenó una investigación privada sobre el caso. Un detective del caso, John Thomson Trench, proporcionó información que la policía había ocultado deliberadamente durante el juicio. El Jefe de Policía inició un caso en su contra por entregar documentos policiales a una persona externa, sin permiso. John fue despedido por la Policía de Glasgow después de una reunión disciplinaria de los Magistrados de Glasgow en 1914. El detective-teniente Trench murió en 1919, a los cincuenta años, despedido de la policía y no llegó a ser restituido.

## Liberación
En 1927 se publicó The Truth about Oscar Slater por William Park. El contenido del libro llevó al procurador general de Escocia, Alexander Munro MacRobert, a concluir que ya no estaba probado que Slater fuera culpable. Un acto (17 &amp; 18 Geo. V) fue aprobada para extender la jurisdicción del entonces recientemente establecido Tribunal de Apelación Penal de Escocia a condenas antes de la fecha de cierre de 1926. La condena de Slater fue anulada en julio de 1928 sobre la base de que Lord Guthrie no había expuesto al jurado la irrelevancia de las acusaciones relacionadas con Slater.
Luego de probarse la inocencia de Oscar Slater se le entregó 6000 libras en compensación, qué podrá parecer poco pero son 364170 libras a 2019.

## Vida posterior
En la década de 1930, Slater se casó con una mujer escocesa de ascendencia alemana treinta años menor que él y se instaló en la ciudad costera de Ayr, donde reparaba y vendía antigüedades. Como enemigo extranjero (nacido en Alemania), Slater y su esposa fueron puestos en un campo de concentración por un breve tiempo al comienzo de la Segunda Guerra Mundial, aunque Slater había perdido hacía mucho tiempo su ciudadanía alemana y nunca regresó a Alemania. Murió en Ayr en 1948 por causas naturales.
Las lecciones de la injusticia contra Slater fueron consideradas en 1976, por la revisión del Comité Devlin sobre las limitaciones que tiene el método de ronda de reconocimiento policial.
En la jerga rimada cockney, la expresión «See you Oscar» es utiliza en contraposición a la clásica fórmula de despedida «See you later», haciendo una rima con later y Slater.

## Otras lecturas
- Conan Doyle, The Case of Oscar Slater (1912), disponible en Project Gutenberg
- Margalit Fox,  Conan Doyle for the Defense: The True Story of a Sensational British Murder, a Quest for Justice, and the World's Most Famous Detective Writer, Random House (2018) ISBN 9780399589454
- William Park, The Truth About Oscar Slater (1927)
- William Roughead, Trial of Oscar Slater (1910), disponible en Internet Archive